# B & O Libergs Fabriks AB
B & O Libergs Fabriks AB var ett svenskt metallvaruföretag i Eskilstuna.
Bröderna Bernhard (1836–1902) och Oscar Liberg (1832–1870) arbetade inom Fristaden i Eskilstuna. Oscar Liberg och andra fabriksidkare inom Fristaden hade utvecklat teknik för att gjuta strykjärn. 
Fabrikörerna Bernard och Oscar Liberg köpte 1861 egendomarna Vreta gård och Rosenfors kvarn på Bruksholmen i Rosenfors och startade 1862 Rosenfors Manufakturverk, en finsmidesmanufaktur under firma B & O Liberg. År 1896 ombildades företaget till B & O Libergs Fabriks AB. Det tillverkade stämjärn, huggjärn, yxor och saxar samt skridskor, besman och strykjärn. Öster om fabriksbyggnaden flöt vid denna tid Lillån, som gav kraft åt tre turbiner om vardera 20 hästkrafter fram till 1908.
År 1896 upptogs produktion också av sablar och floretter i samarbete med svärdfejaren Gustav Emanuel Svalling (född omkring 1837), som tidigare drivit Mölntorps Smidesfabrik. 
På 1870-talet anlade familjen Liberg Rosenforsparken. Parken användes som privat rekreationspark, med bland annat lusthus och badhus, samt för odling av nyttoväxter i växthus och på friland. 
Efter det att Eskilstuna Jernmanufaktur AB förvärvat företaget 1921, fortsatte tillverkning i fabrikslokalerna för Jernbolaget till 1957, då fastigheten köptes av AB Sveaverken, som där tillverkade redskap och maskiner för jordbruk fram till början av 2000-talet. Idag finns en företagspark på området och robotserviceföretaget Swerob.

## Bildgalleri

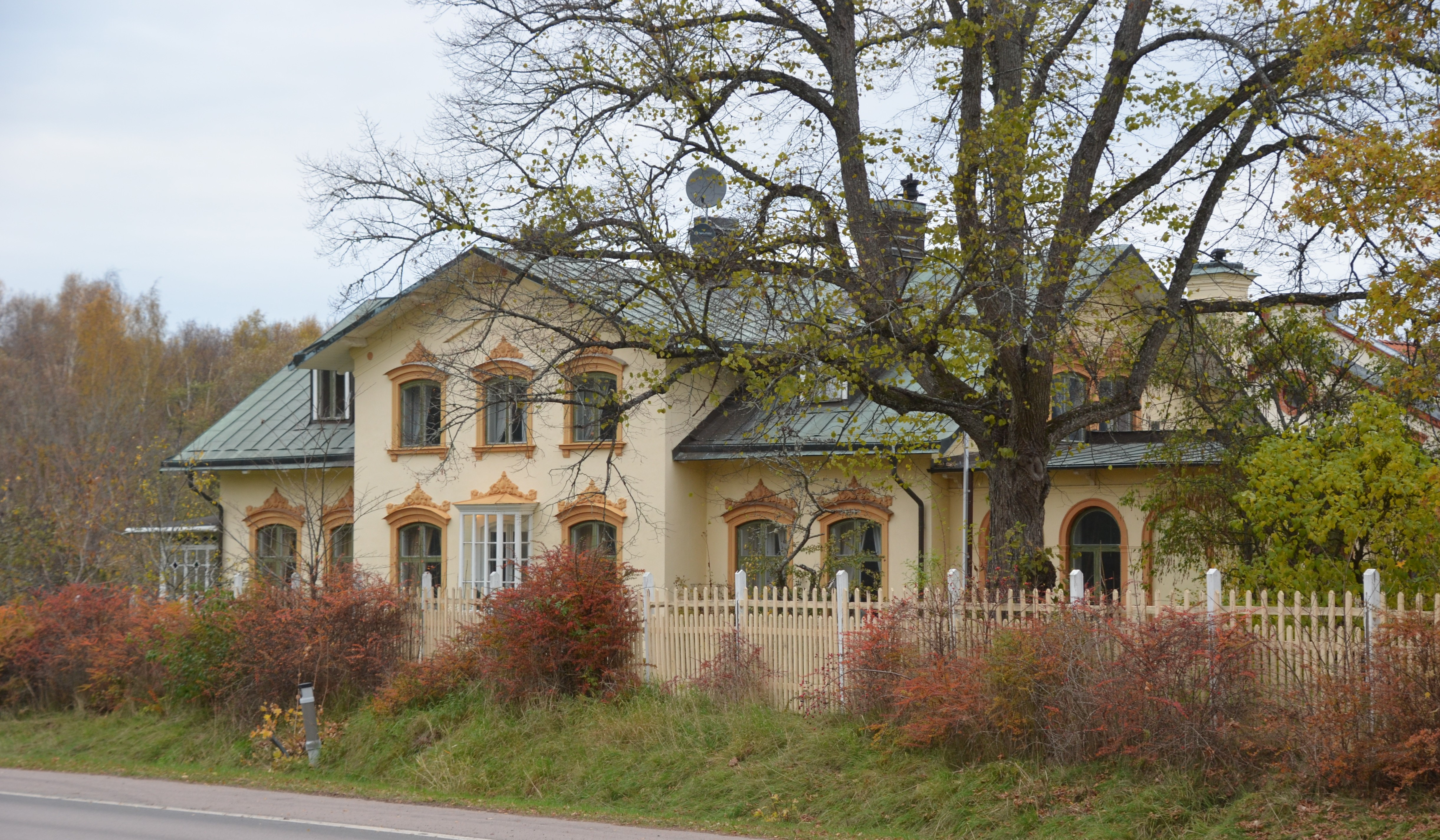
Familjerna Libergs bostad
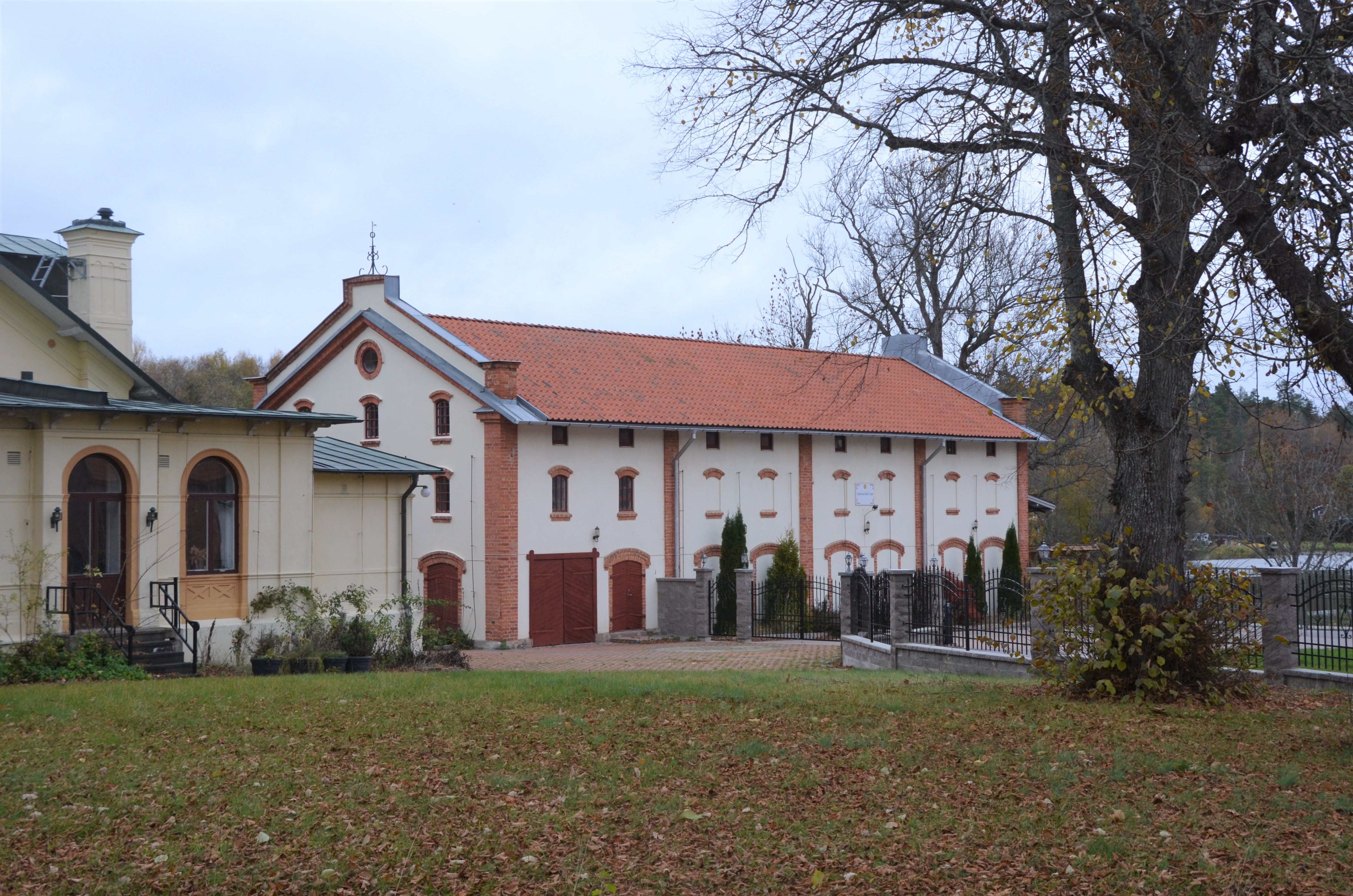
Fabriksbyggnaden
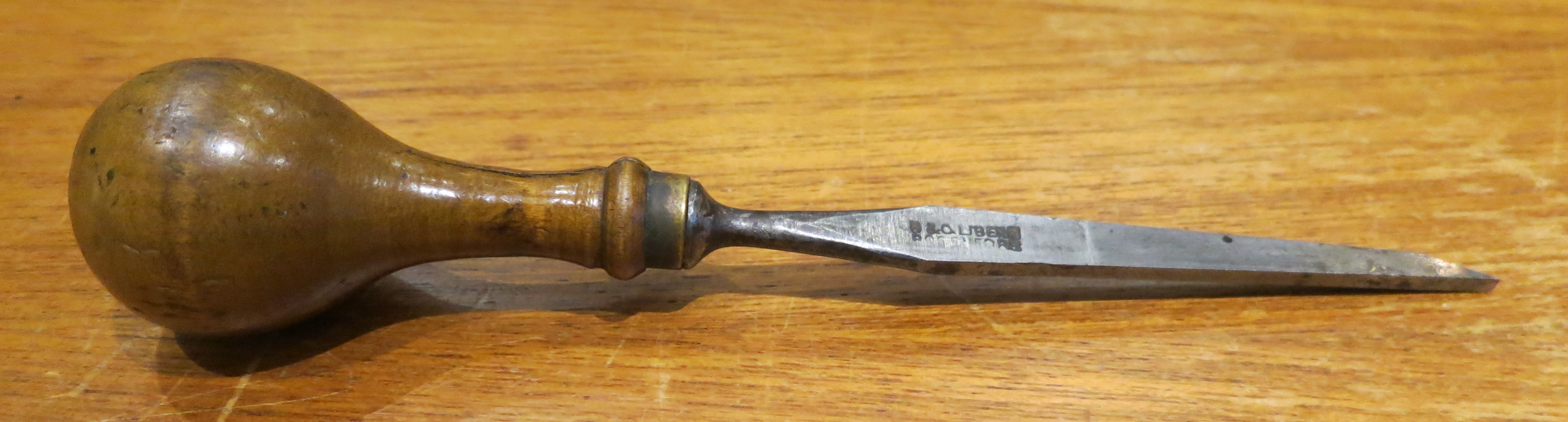
Pryl tillverkad av B & O Libergs Fabriks AB
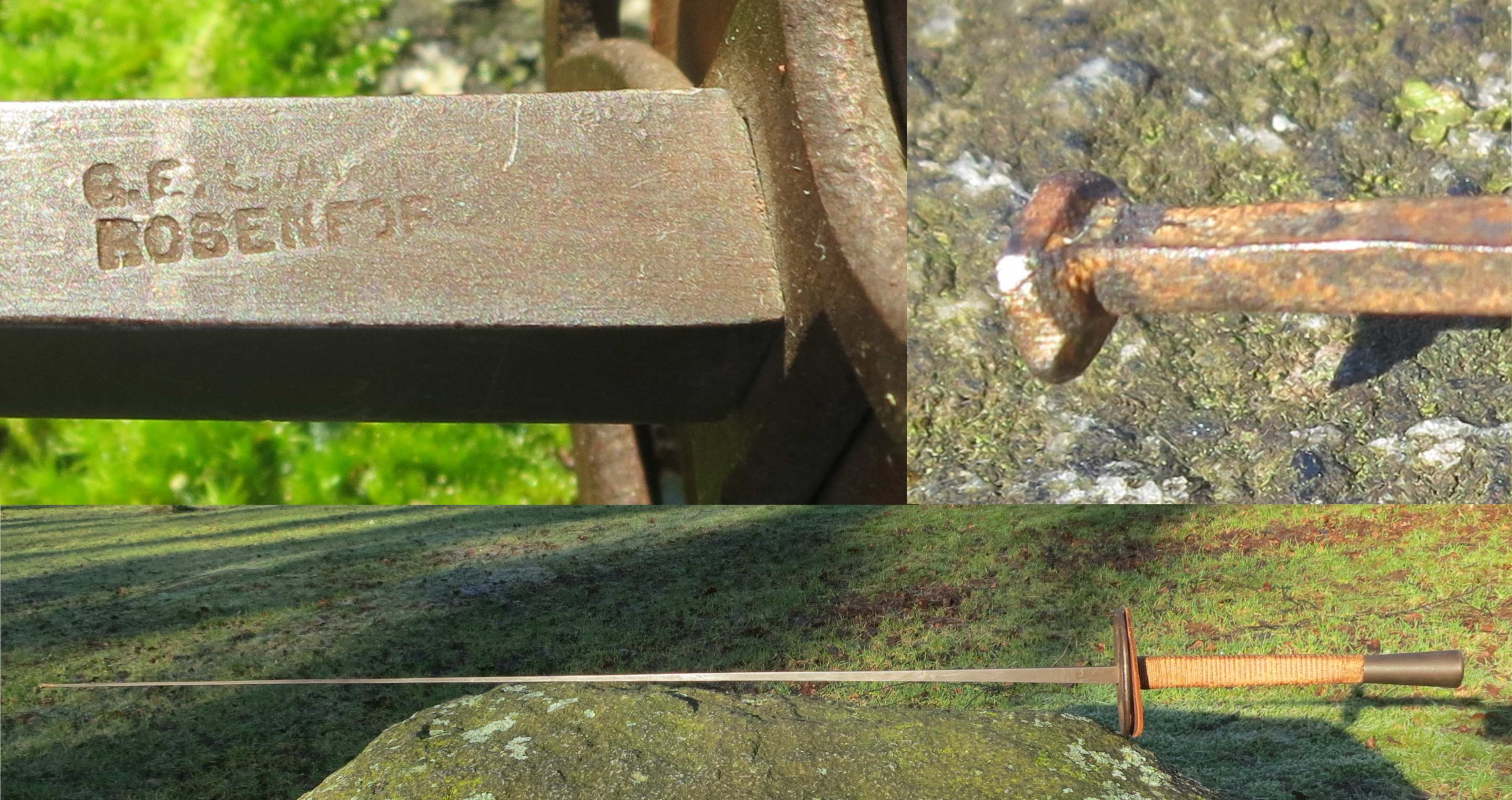
Florett tillverkad av Gustav Emanuel Svalling, B & O Libergs Fabriks AB, tidigt 1900-tal